# David D. Aitken
Pour les articles homonymes, voir Aitken.
David Demerest Aitken (5 septembre 1853 - 26 mai 1930) est un homme politique américain. Membre du Parti républicain, il a été élu à la Chambre des représentants des États-Unis pour l'État du Michigan entre 1893 et 1897.
Il a été ensuite maire de la ville de Flint dans le Michigan de 1905 à 1906.